# Sievi
Sievi è un comune finlandese di 4735 abitanti, situato nella regione dell'Ostrobotnia Settentrionale.